# Daniela Del Din
Daniela Del Din (ur. 29 września 1969 w San Marino) – reprezentantka San Marino w strzelectwie. Reprezentowała San Marino na Letnich Igrzyskach Olimpijskich w Pekinie, plasując się ostatecznie na 15. miejscu. Była też chorążym drużyny narodowej na tych igrzyskach.

## Osiągnięcia
- 15. miejsce na Mistrzostwach Świata w strzelectwie w Lahti w 2002,
- 14. miejsce na Mistrzostwach Świata w strzelectwie w Nikozji w 2004,
- 2. miejsce na Igrzyskach Śródziemnomorskich w Almerii w 2005,
- 15. miejsce na Igrzyskach Olimpijskich w Pekinie w 2008,
- 1. miejsce na Igrzyskach Śródziemnomorskich w Pescarze w 2009.